# Saleh Sola
Saleh Sola (ar. صالح صولة) – libijski piłkarz grający na pozycji lewego obrońcy. W swojej karierze grał w reprezentacji Libii.

## Kariera klubowa
W swojej karierze piłkarskiej Sola grał w klubie Al-Ahly Trypolis.

## Kariera reprezentacyjna
W reprezentacji Libii Sola zadebiutował w 1980 roku. W 1982 roku powołano go do kadry na Puchar Narodów Afryki 1982. Zagrał w nim w pięciu meczach: grupowych z Ghaną (2:2), z Tunezją (2:0) i z Kamerunem (0:0), półfinałowym z Zambią (2:1) i finałowym z Ghaną (1:1, k. 6:7). Z Libią wywalczył wicemistrzostwo Afryki. W kadrze narodowej grał do 1985 roku.